# Morganton (Georgia)
Morganton – miasto w Stanach Zjednoczonych, w stanie Georgia, w hrabstwie Fannin.